# 瑪婭·達爾奎斯特
瑪婭·達爾奎斯特（瑞典語：Maja Dahlqvist，1994年4月15日—），生於法倫，瑞典越野滑雪運動員，為Falun-Borlänge SK一員，她曾參加2022年冬季奧林匹克運動會，獲得女子個人競速賽銀牌。